# Snowboard na Zimowej Uniwersjadzie 2013 – snowboardcross kobiet
Konkurencja snowboard crossu kobiet na Zimowej Uniwersjadzie 2013 została rozegrana 12 grudnia w miejscowości Monte Bondone. Startowało 16 zawodniczek, które kolejno rozegrały ćwierćfinały, półfinały oraz finały B i A. Triumfatorką została reprezentantka Czech, Eva Samková.
Jedyna reprezentantka Polski, Zuzanna Smykała zdobyła brązowy medal.

## Wyniki

### 1/4 finału
| Pozycja | Zawodniczka        | Uwagi |
| ------- | ------------------ | ----- |
| 1.      | Eva Samková        | Q     |
| 2.      | Anastasija Asanowa | Q     |
| 3.      | Amanda Taylor      |       |
| 4.      | Claire Gentile     |       |

| Pozycja | Zawodniczka     | Uwagi |
| ------- | --------------- | ----- |
| 1.      | Karen Iwadare   | Q     |
| 2.      | Hannah Orchard  | Q     |
| 3.      | Irina Kowaliewa |       |
| 4.      | Greta Felder    |       |

| Pozycja | Zawodniczka       | Uwagi |
| ------- | ----------------- | ----- |
| 1.      | Zuzanna Smykała   | Q     |
| 2.      | Giulia Manfrini   | Q     |
| 3.      | Marija Wasilcowa  |       |
| 4.      | Frederique Joncas |       |

| Pozycja | Zawodniczka            | Uwagi |
| ------- | ---------------------- | ----- |
| 1.      | Kateřina Chourova      | Q     |
| 2.      | Danielle Hildebrand    | Q     |
| 3.      | Giorgia Jayne Rescigno |       |
| 4.      | Laura Berger           |       |

### Półfinały
| Pozycja | Zawodniczka        | Uwagi |
| ------- | ------------------ | ----- |
| 1.      | Eva Samková        | Q     |
| 2.      | Anastasija Asanowa | Q     |
| 3.      | Hannah Orchard     |       |
| 4.      | Karen Iwadare      |       |

| Pozycja | Zawodniczka         | Uwagi |
| ------- | ------------------- | ----- |
| 1.      | Zuzanna Smykała     | Q     |
| 2.      | Kateřina Chourova   | Q     |
| 3.      | Giulia Manfrini     |       |
| 4.      | Danielle Hildebrand |       |

### Finały
Mały Finał
| Pozycja | Zawodniczka         |
| ------- | ------------------- |
| 5.      | Karen Iwadare       |
| 6.      | Giulia Manfrini     |
| 7.      | Hannah Orchard      |
| 8.      | Danielle Hildebrand |

Finał
| Pozycja | Zawodniczka        |
| ------- | ------------------ |
| złoto   | Eva Samková        |
| srebro  | Kateřina Chourova  |
| brąz    | Zuzanna Smykała    |
| 4.      | Anastasija Asanowa |